# Úplný graf
V teorii grafů se termínem úplný graf označuje takový neorientovaný graf, v němž jsou každé dva různé vrcholy spojené hranou. Označuje se {\displaystyle K_{n}}, kde {\displaystyle n} je počet jeho vrcholů.

## Definice
Graf G = (V, E) je úplný, pokud {\displaystyle |E|={\left|V\right| \choose 2}}. Z toho plyne, že úplný graf o n vrcholech má právě {\displaystyle {\frac {n(n-1)}{2}}} hran.

## Vlastnosti

je to regulární graf stupně n - 1
- je to maximálně souvislý graf, protože jediný vrcholový řez, který z něj učiní nesouvislý graf, je celá množina vrcholů
žádný rovinný graf nemůže obsahovat úplný graf o více než 4 vrcholech (tedy {\displaystyle K_{5}} a vyšší)
K_{3}
K_{4}
K_{5}
K_{6}
K_{7}
K_{8}

## Příklady
Úplné grafy na 1 až 8 vrcholech:
- K1
- K2
- K3
- K4
- K5
- K6
- K7
- K8